# 방송법

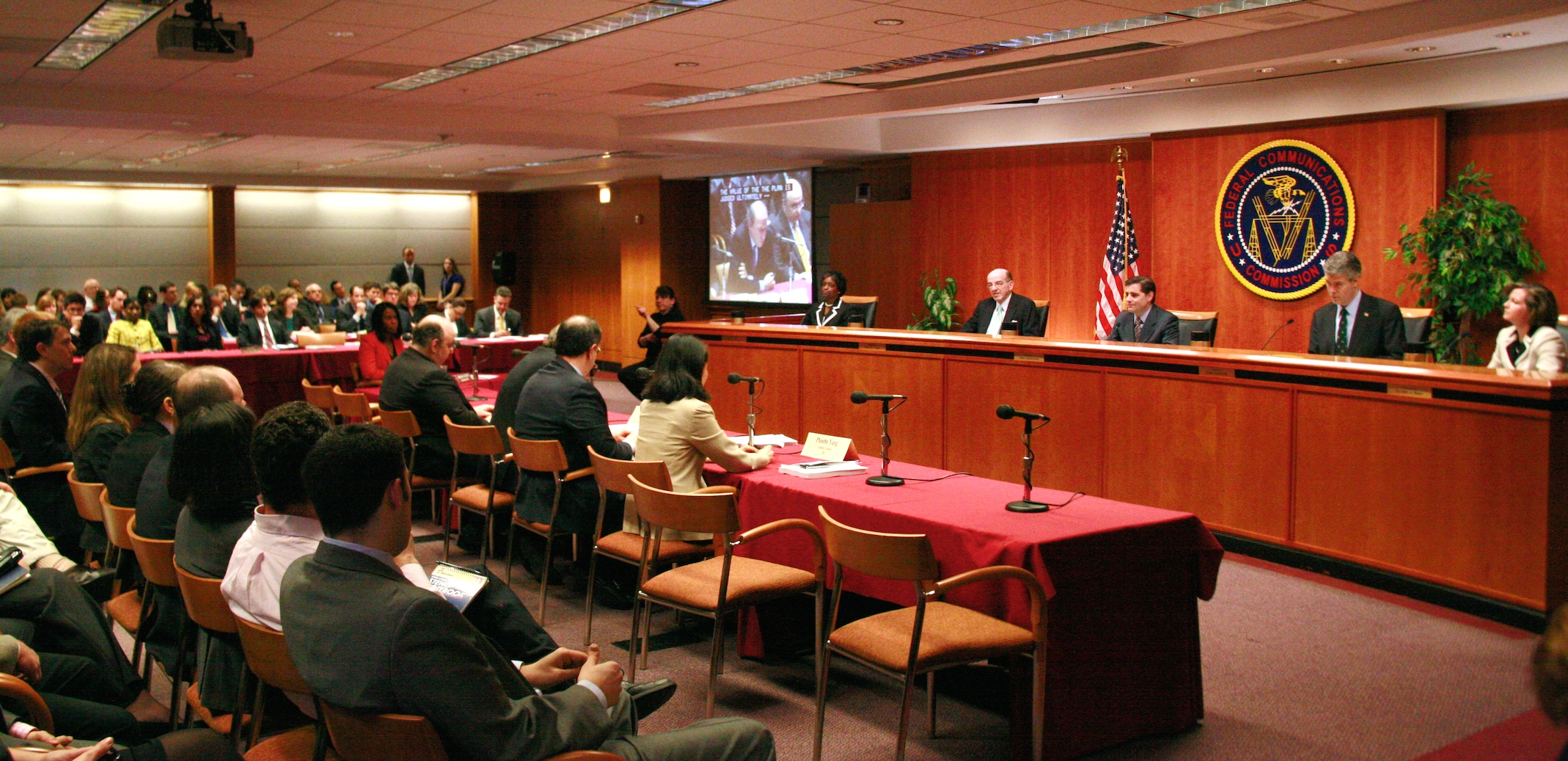
FCC 공개 회의

방송법, 전기법은 방송에 관한 법률 분야이다. 이러한 법률 및 규정은 라디오 방송국 및 TV 방송국에 적용되며 케이블 TV 및 케이블 라디오는 물론 위성 TV 및 위성 라디오와 같이 밀접하게 관련된 서비스도 포함하는 것으로 간주된다. 마찬가지로 방송망으로도 확장된다.
방송법에는 이러한 시설에 대한 기술적 변수뿐만 아니라 저작권, 욕설, 지역주의 또는 지역주의와 같은 콘텐츠 문제도 포함된다.

## 미국
미국에서 방송은 연방통신위원회(FCC)의 관할권에 속한다.
방송법의 주목할만한 측면 중 일부는 다음과 같다.
- 주파수 할당: 스펙트럼을 비면허 주파수 대역(ISM 대역, U-NII)과 허가 주파수 대역(TV 채널 주파수, FM 방송 대역, 아마추어 무선 주파수 할당 등)으로 구분한다.
- 저전력 방송
- 공정성 교리
- 공영방송

## 필리핀
필리핀에서 방송은 국가통신위원회(National Telecommunications Commission)의 소관이고, 콘텐츠 규제는 영화평론분류위원회(Movie and Television Review and Classification Board)의 소관이다.
필리핀 법에 따라 방송 네트워크는 텔레비전과 라디오 방송국을 운영하기 위해 의회 프랜차이즈를 요구한다.
필리핀 법에 따라 발전을 위해서는 의회의 프랜차이즈가 필요하다.

## 영국
영국에서는 2002년부터 방송통신국(Ofcom)이 방송을 규제하고 있다.
정기 라디오 및 TV 방송 서비스는 1990년 또는 1996년 방송법에 따라 오프컴의 라이선스가 필요하며, 2003년 통신법 319조에 따라 만들어진 오프컴 방송 규정과 액세스, 전자 프로그램, 가이드, 광고 등과 관련된 기타 코드를 준수해야 한다. BBC는 방송법의 요구 사항 중 전부는 아니지만 일부의 적용을 받는다.
주문형 TV 서비스는 2003년 통신법 368A(1)항의 규제 서비스 정의에 해당하는 한 오프컴의 규제를 받으며 2003년 통신법 4A항에 명시된 프로그램 표준을 준수해야 한다.